# António Carmona Rodrigues
António Pedro de Nobre Carmona Rodrigues (Lisboa, São Sebastião da Pedreira, 23 de junho de 1956) é um engenheiro civil e político português.

## Biografia
Ingressou em 1973 no Instituto Superior Técnico da Universidade Técnica de Lisboa, transferindo-se depois para a Academia Militar. Ao mesmo tempo foi praticante de râguebi no Centro Desportivo Universitário de Lisboa. Licenciado em Engenharia Civil, em 1978, especializou-se em Engenharia Hidráulica, em Delft, Países Baixos, em 1982.
Quando regressou a Portugal, tornou-se docente na Faculdade de Ciências e Tecnologia da Universidade Nova de Lisboa, lecionando nas áreas da Hidrologia e Hidráulica, nas licenciaturas em Engenharia do Ambiente e Engenharia Civil.
Também na Universidade Nova viria a obter, em 1992, o seu doutoramento em Engenharia do Ambiente.
Foi assessor do Secretário de Estado do Ambiente e dos Recursos Naturais, de 1993 a 1995, no terceiro governo de Aníbal Cavaco Silva.
Em 2003 foi indicado para Ministro das Obras Públicas, Transportes e Habitação do XV Governo Constitucional, substituindo nesse cargo Luís Valente de Oliveira.
Embora não sendo militante do Partido Social-Democrata, foi o nome escolhido pelo partido para substituir Pedro Santana Lopes como Presidente da Câmara Municipal de Lisboa, após a indigitação de Santana como Primeiro-Ministro, em 2004. Nas eleições autárquicas de 2005, Carmona Rodrigues garantiu ao PSD o melhor resultado de sempre em Lisboa.
Em 2007, na sequência de uma crise de governação, motivada pela troca de terrenos da antiga Feira Popular em Entrecampos, por terrenos no Parque Mayer da empresa Bragaparques, operação que foi aprovada na Assembleia Municipal de Lisboa em 2005, o PSD, sob a liderança de Luís Marques Mendes, mandou os seus vereadores na CML renunciarem ao cargo, situação que teve como consequência a queda do Executivo Camarário, à marcação de eleições intercalares e ao fim do mandato de Carmona Rodrigues. Desde então o PSD só voltou a ganhar a Câmara Municipal de Lisboa em 2021, em que Carlos Moedas conquistou a câmara ao PS. A presidência de Carmona Rodrigues na Câmara Municipal de Lisboa ficou marcada por frequentes investigações judiciais além do caso Bragaparques, tendo sido investigada a atribuição de prémios de produtividade aos administradores da Empresa Pública de Urbanização de Lisboa (EPUL), tendo o seu vice-presidente, Fontão de Carvalho, chegado a ser condenado a pena suspensa pelo crime de peculato, sendo depois ordenada a repetição do julgamento, pelo Tribunal da Relação de Lisboa; a gestão da empresa municipal de habitação social (Gebalis) e o licenciamento dos loteamentos de Alcântara e do Vale de Santo António.
Voltou a candidatar-se, como independente, na lista Lisboa com Carmona, obtendo o segundo lugar com a eleição de três vereadores, atrás do Partido Socialista, e permanecendo como vereador até 2009.
Em 16 de Janeiro de 2008, Carmona Rodrigues, os ex-vereadores Fontão de Carvalho e Eduarda Napoleão, e mais três funcionários da Câmara são acusados do crime de prevaricação de titular de cargo político no processo Bragaparques. Em 30 de Julho de 2009 o Tribunal de Instrução Criminal de Lisboa confirma a acusação de Janeiro de 2008 e decide levar a julgamento Carmona Rodrigues, Fontão de Carvalho, Eduarda Napoleão e os restantes acusados.
Em Maio de 2010 o Tribunal Colectivo declara extinto o procedimento criminal quanto aos arguidos por falta de objecto e em consequência determina o arquivamento dos autos, porque o prosseguimento dos mesmos redundaria na absolvição dos mesmos. Em Fevereiro de 2011, o Tribunal da Relação deu razão ao recurso interposto pelo Ministério Público e mandou para julgamento Carmona Rodrigues e os restantes arguidos, no âmbito da permuta de terrenos da Feira Popular e do Parque Mayer com o Grupo Bragaparques.
O julgamento iniciou-se em 9 de Janeiro de 2013. No acórdão lido em 27 de Outubro de 2014, Carmona Rodrigues e todos os restantes arguidos, incluindo os ex-vereadores Fontão de Carvalho e Eduarda Napoleão, foram absolvidos.
Nas eleições autárquicas de 2021, foi eleito membro da Assembleia Municipal de Chaves para o mandato 2021-2025, tendo encabeçado a lista da coligação “Chaves Primeiro” (PPD/PSD.CDS-PP).
Em maio de 2024, foi nomeado presidente do Grupo Águas de Portugal.

### Vida familiar
Filho de António Óscar Carmona Rodrigues (Chaves, Santa Maria Maior, 17 de Dezembro de 1913 - 25 de Maio de 1975), sobrinho materno e homónimo de António Óscar Fragoso Carmona, e de sua mulher Diogilda Nobre de Carvalho (Mafra, Mafra, 14 de Fevereiro de 1918 - 27 de Setembro de 2009) e irmão mais novo de Gilda Maria Nobre Carmona Rodrigues, casada com António Manuel Caramelo Pereira da Silva, com três filhas.
Casou com Maria Isabel Giménez-Salinas Moreira Ribeiro (Lisboa, São Sebastião da Pedreira, (13 de janeiro de 1959 (66 anos)), filha mais nova de Fernando Moreira Ribeiro (Lisboa, 1 de Agosto de 1920 - Lisboa, 11 de Maio de 1997) e de sua mulher María de la Concepción Giménez-Salinas y Martín, Espanhola, da qual tem três filhas: Margarida Moreira Ribeiro Carmona Rodrigues (Lisboa, São Domingos de Benfica, 18 de outubro de 1986 (38 anos)), Joana Moreira Ribeiro Carmona Rodrigues (Lisboa, Alvalade, 9 de setembro de 1990 (34 anos)) e Isabel Moreira Ribeiro Carmona Rodrigues (Lisboa, São Domingos de Benfica, 15 de abril de 1992 (32 anos)).
Divorciou-se e voltou a casar com Ana Margarida Salina Ferro de Beça, de quem tem um filho: António Ferro de Beça Carmona Rodrigues (Lisboa, 13 de julho de 2010 (14 anos)).

## Condecorações[9]
- Grande Condecoração de Honra em Prata da Condecoração de Honra por Serviços à República da Áustria (? de ? de 2005)
- Primeira Classe da Ordem da Estrela Branca da Estónia (? de ? de 2006)

## Funções governamentais exercidas
- XV Governo Constitucional
  - Ministro das Obras Públicas, Transportes e Habitação